# 萨默林市中心

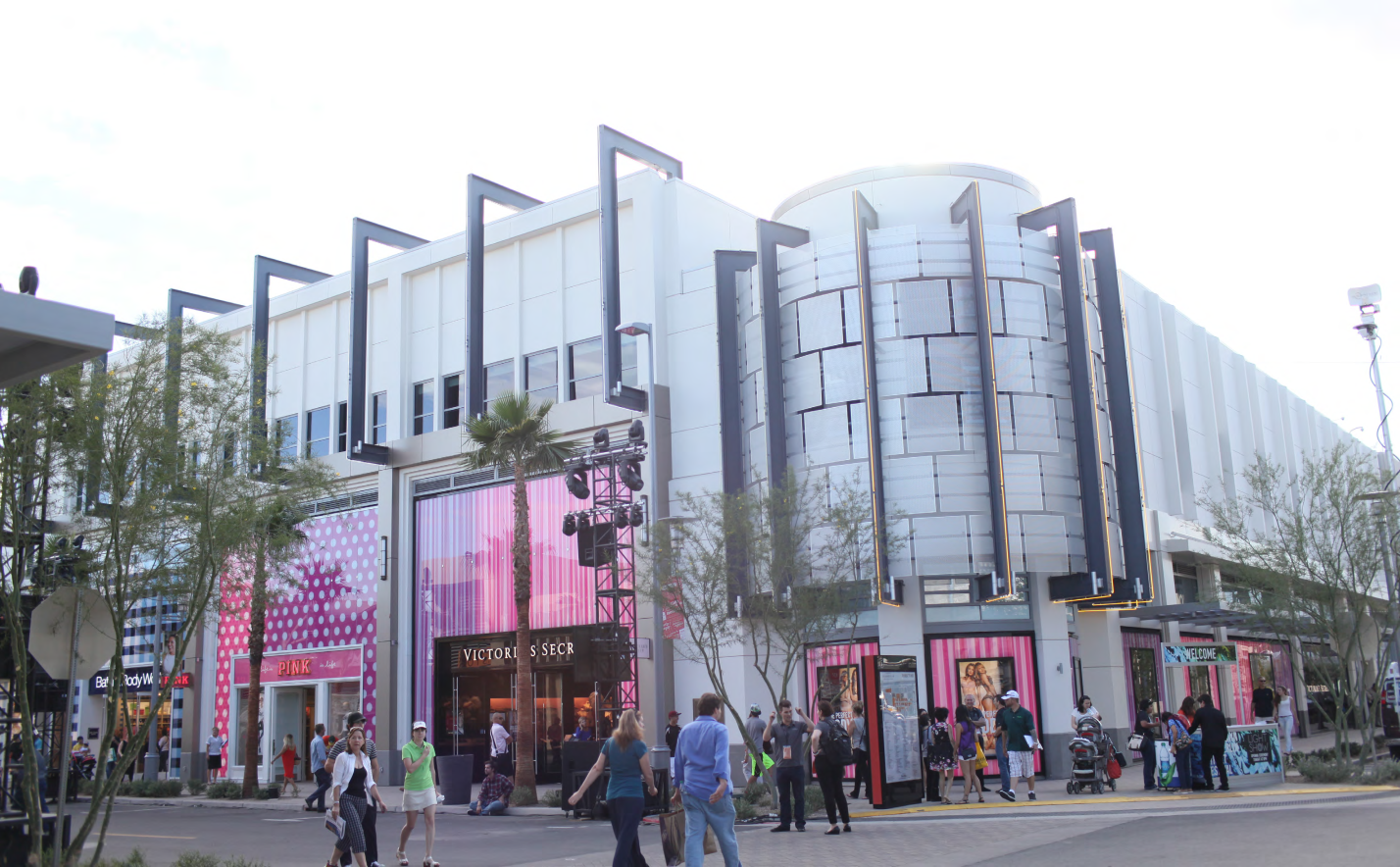
在Downtown Summerlin購物

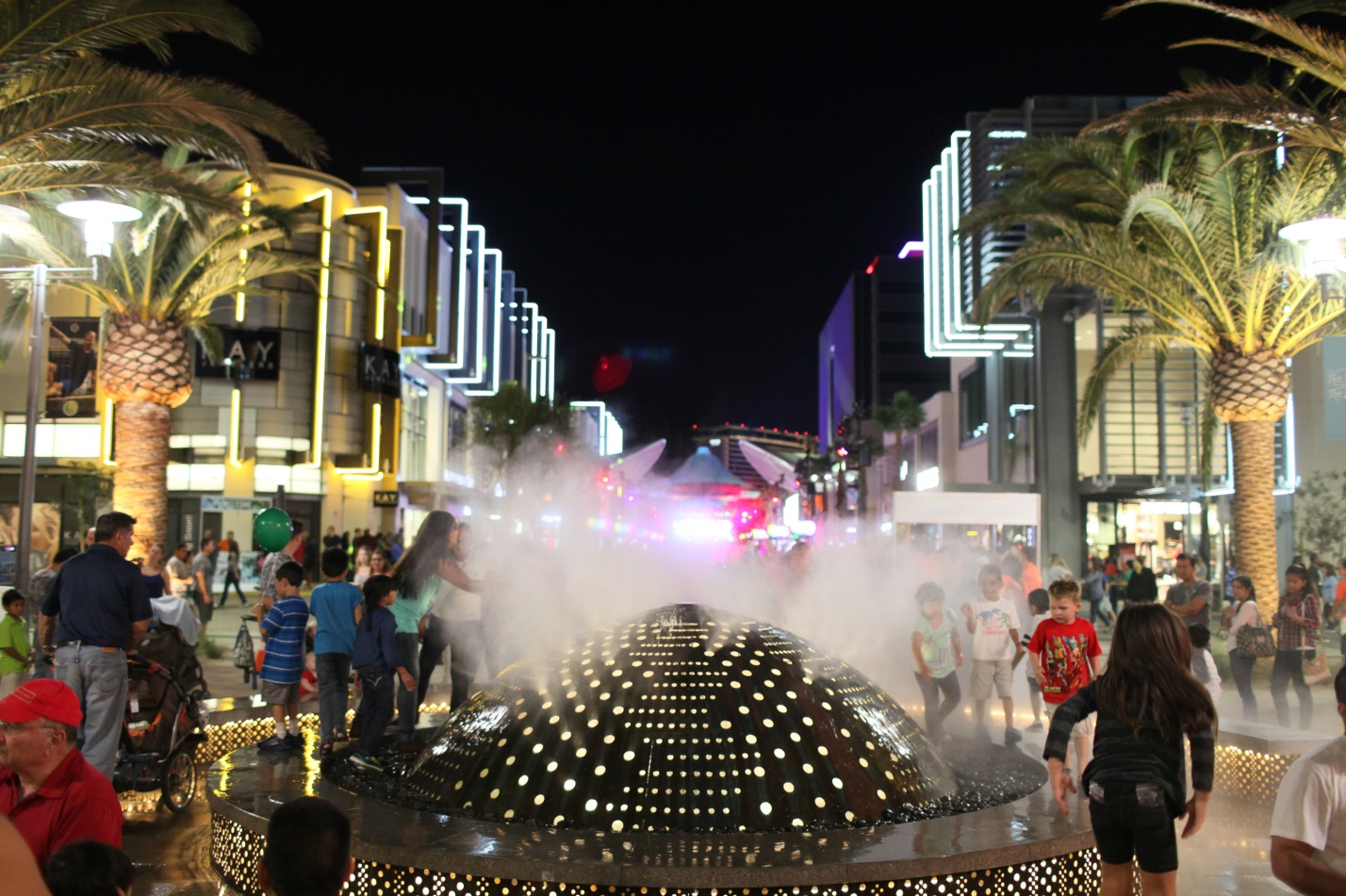
Downtown Summerlin的夜晚

萨默林市中心（英語：Downtown Summerlin；前身為在桑默林市中心的商店（英語：The Shops at Summerlin Centre）），或DTS购物中心，是一个戶外购物、用餐與娱乐的區域。 它是更大的桑默林下城发展計畫中的一環，而計畫中包括了桑默林的富裕社群、拉斯维加斯内华达州西邊郊區的社區。
該购物中心提供了大约1,600,000平方英尺（150,000平方） 的零售空间，和200,000平方英尺（19,000平方）的商務區域。 其主要的兩个主力商戶分別是Dillard's和梅西百货。 總而言之，薩默林市中心是超过125家商店、酒吧與餐馆，以及一間Regal Cinemas电影院的集合體。
薩默林市中心的盛大开幕儀式於2014年10月9日舉行； 由霍華德‧休斯公司負責此計畫。

## 历史
该项目最初计划作为一个有著許多百货公司的室内购物中心。 2004年， General Growth不動產（GGP）购买了Rouse公司，一間拥有霍華德‧休斯公司（負責桑默林，内华达州與商城計畫的開發者）所有權的企業。GGP因而获得了預定興建商城（也就「在桑默林市中心的商店」的雛型）的控制權。 截至2007年，GGP仍在規畫商城的早期階段。第一阶段的「在桑默林的商店」计划于2009年作为一間室外购物中心開幕。 在2008年5月，梅西百货、Dillard's和諾德斯特龍百貨公司被宣布为該購物中心的主力商戶。在2009年10月的預定開幕中，该商城预计會有100間商店和10間餐廳。
於2008年8月，GGP宣布因為經濟問題，将推迟「在桑默林市中心的商店」的進一步開發。 而工程截至2009年2月仍在進行中，但變得较慢，並計畫在2010年秋季立刻開張。 GGP在2009年提出破產，而霍华德‧休斯公司則於2010年接管该計畫。 在2012年9月，霍华德‧休斯公司宣布将继续商城開發計畫，而梅西百货公司也預計將作为其主力商戶；該商城預定于2014年秋季開幕。 工程於2013年7月恢復。 而名稱在2014年10月的盛大開幕式前改為薩默林市中心。其隸屬於同名的桑默林市中心區域。

## 主要零售業者
薩默林市中心是以下主要零售商的聚集地：
- 蘋果公司
- 香蕉共和國
- Bath & Body Works（英语：Bath & Body Works）
- Crate & Barrel（英语：Crate & Barrel）
- Dillard's（英语：Dillard's）
- Express（英语：Express）
- Forever 21
- 蓋璞
- H&M
- lululemon athletica（英语：lululemon athletica）
- LUSH Cosmetics（英语：LUSH Cosmetics）
- 梅西百货
- Michael Kors（英语：Michael Kors）
- Nordstorm Rack（英语：Nordstorm Rack）
- 老海軍
- 丝芙兰
- Steve Madden（英语：Steve Madden）
- Sur La Table（英语：Sur La Table）
- Trader Joe's
- Ultra Beauty（英语：Ultra Beauty）
- 维多利亚的秘密

並有總計超过125家的商店和餐廳。

## 对环境的影响
薩默林市中心经过精心设计，以满足美國綠建築協會（LEED）的标准。

## 參看
- Las Vegas Ballpark（英语：Las Vegas Ballpark）
- City National Arena（英语：City National Arena）
- Red Rock Casino, Resort & Spa（英语：Red Rock Casino, Resort & Spa）

## 外部連結
- 官方网站